# Hit szava
A hit szava mozgalom (angol: Word of Faith Movement) világméretű keresztény mozgalom és teológiai irányzat, amely átterjedt néhány pünkösdi és karizmatikus gyülekezetre. Angolszász országokból származik, és tanításai elsősorban az amerikai Kenneth E. Hagin , továbbá E. W. Kenyon, F. F. Bosworth, Gordon Lindsay, Kenneth Copeland nevéhez fűződnek.
A legismertebb témái:
- Egészség és gazdagság evangéliuma (Health and Wealth Gospel),
- Pozitív megvallások (Positive Confession).

## A hit szava irányzat eredete
A teljesevangéliumi-karizmatikus irányzatok teológiájának modern kori atyja a Charles Mackintosh műveiből sokat hasznosító E. W. Kenyon volt (1867–1948). A új-angliai protestáns pásztort metodista lelkészként szentelték fel, de az amerikai kereszténységben szokásos szabadabb átjárásnak köszönhetően jó kapcsolatot ápolt a baptista egyházzal is, majd az úgynevezett Azusa Street-i ébredés idején pünkösdista körökkel került kapcsolatba.
Kritikusai szerint „radikális”, „az ortodox hittel nehezen összeegyeztethető”, „fundamentalista” tanításaira hatással voltak olyan metafizikai kultuszok, mint a Keresztény Tudomány (Christian Science), a New Thought teológiája és a Unity School Christianity – ám ezt ő több ízben kategorikusan tagadta.
A hit szava mozgalom Kenyon és mások tanításaira épülő teológiájának rendszeres összefoglalását többek között Kenneth E. Hagin bibliatanító (1917–2003) a világ számos nyelvére lefordított műveiben találhatjuk meg – ezek közül több a Hit Gyülekezete és a Krisztus Szeretete Egyház kiadásában már magyar nyelvű változatban is napvilágot látott.

## Alapvető hittételek
Az egészség és gazdagság evangéliuma: A tanítás lényege szerint az üdvösség (szótéria, salus) több mint örök élet a túlvilágon, teljességet is jelent, azaz minden szükség betöltését, a hiány hiányát, a teljes elégséget; és a gyógyulást is. A hívő üdvössége tehát háromszoros áldás: örök élet, jólét és egészség. Fontos tudnivaló, hogy ebben a teológiai szövegkörnyezetben a 'gazdag' annyit jelent: 'aki nem szenved hiányt semmiben'. Sok karizmatikus tanító a 2Kor. 9,8-at idézi magyarázatul: „Az Isten pedig hatalmas arra, hogy rátok árassza minden kegyelmét; hogy mindenben, mindenkor teljes elégségtek lévén, minden jótéteményre bőségben legyetek” (Károli-ford.) Tehát a 'gazdagság' a minden szükség betöltése mellett a minden jótettre elegendő bőséget jelenti.
Pozitív megvallások: E tanítás lényege, hogy az embernek az Isten által szabott keretek között hatalma van a saját életében történtek fölött, tehát nem mindegy, hogy mit beszél (Jakab apostol levele 3,5. 6.). Amiképpen a Teremtő szólt hittel a teremtéskor, és az lett, amit mondott, úgy az ember, aki az Ő képére van teremtve, valóságot teremthet az életében a kimondott hitével, ha azok összhangban vannak Isten Igéjével. Ha azonban annak ellenében beszél, tehát hitetlenül, azzal semmissé teheti Isten áldását, mert azt Isten nem erőszakolja az emberre. Példabeszédek könyve 13,2: „A férfi az ő szájának gyümölcséből él jóval; a hitetlenek lelke pedig bosszúságtétellel.”
A gyógyulás evangéliuma: Az isteni gyógyítás, gyógyulás minden ember előtt nyitva áll, mert Isten Fia a keresztfán elhordozta az ember bűnének következményeit, az örök halált, a betegségeket és fájdalmakat, tehát az embernek nem kell sem az örök halálba mennie, sem betegnek lennie. (Ésa. 53,4: „Pedig betegséginket ő viselte, és fájdalmainkat hordozá, és mi azt hittük, hogy ostoroztatik, verettetik és kínoztatik Istentől!”) Akinek elég hite van  a gyógyulásában, elfogadhatja azt Isten kezéből. Szívvel hinni azt jelenti, hogy úgy hisz valaki az imában kért dologban, mintha már megkapta volna – de hinni csak olyasmiben lehet így, amiről Isten az Igében kijelentette, hogy az az Ő akarata. A gyógyulásról pedig számos helyen hangzik el a Szentírásban, hogy az az Isten akarata. Jézus földi szolgálatának jó része a betegek gyógyításával telt.
A gazdagság evangéliuma: A jólét evangéliumának központi tanítása szerint Isten az övéinek jólétet teremtett. Példabeszédek 8,21: „Hogy az engem szeretőknek valami valóságost adjak örökségül, és erszényeiket megtöltsem.” A hívő, aki elfogadta Jézust élete Urául, az üdvösséggel együtt részesül az Isten "társörököseinek" járó javakból, ilyen az örök élet mellett az egészség és a jólét is. Az embernek annyi anyagi és egyéb java kell legyen, hogy minden szükségére jusson elegendő, és azon felül adakozni is tudjon. Ha egy hívő szegénységben él, az azért van, mert nem ismeri Krisztusban való jogait és örökségét. Kenneth E. Hagin szavai szerint: Tudjátok, barátaim, a keresztények többsége nem azért szegény, mert alázatos, hanem azért, mert kevély. Nem azért szegények, mert annyira tisztelik Istent, hanem mert cseppet sem tisztelik.
Jézus szellemi halála: A karizmatikus tanításoknak megfelelően a Megváltó átélte és elhordozta az ember bűneiért járó minden büntetést, tehát a szellemi halált is, ami az elkülönülés állapota Istentől. Erre utalnak Jézus híres szavai: „Én Istenem, én Istenem, miért hagytál el engem?” (Máté 27,46. Márk 15,34. – Jézus szavaival a Zsolt. 22,2-t idézi.) Halálával Krisztus legyőzte a halált, "elvette annak fullánkját" (1Kor. 15,55.). Ártatlan halála áldozat volt, amit a hívő elfogadhat, mert Jézus minden emberért mutatta be ezt az áldozatot. Ahhoz azonban, hogy az embernek ne kelljen örök halállal fizetnie a bűneiért, a helyettesítőnek, aki a Megváltó volt, meg kellett járnia a poklokat és a halált.
szellem, lélek és test – újjászületés: Az ember a tanítás lényege szerint "szellemi lény, Isten képére és hasonlatosságára teremtve, van lelke, és fizikai testben él". E megkülönböztetés létfontosságú az üdvösségről szóló tanításban, amely szerint a Megváltó által szerzett üdvösség csak az ember szellemét, azaz szívét "szüli újjá" (innen az "újjászületés" terminus), a lelkét, azaz gondolkodását és érzelmeit neki magának kell megújítania, érzelmein pedig uralkodni megújult szellemével. „A mi testtől született, test az; és a mi szellemtől született, szellem az.” (Ján. 3,6.; az idézet a KSzE által kiadott Biblia szövege szerint szerepel) – mondja Jézus Nikodémusnak, aki hitetlenkedik, nem érti, hogyan születhet újjá az ember, "ha már vén". Az "elme megúítása" szintén kulcsfogalma ennek a tanításnak: „És ne szabjátok magatokat e világhoz, hanem változzatok el a ti elméteknek megújulása által, hogy megvizsgáljátok, mi az Istennek jó, kedves és tökéletes akarata.” (Róm. 12,2).

## Külső hivatkozások

### Az irányzathoz tartozó jelentősebb nemzetközi teljesevangéliumi szolgálatok és intézmények
- Kenneth Hagin Ministries RHEMA Bible School
- Benny Hinn Benny Hinn Ministries
- Chris Oyakhilome Christ Embassy
- Christ for the Nations
- Clive Pick Clive Pick Ministry Consultant
- Creflo A. Dollar Creflo Dollar Ministries
- Frederick K. C. Price Crenshaw Christian Center
- Jesse Duplantis Jesse Duplantis Ministries
- John Avanzini John Avanzini Ministries
- John Hagee John Hagee Ministries
- Joyce Meyer Joyce Meyer Ministries
- Keith Butler Word of Faith International Christian Center Archiválva 2012. február 7-i dátummal a Wayback Machine-ben
- Kenneth Copeland Kenneth Copeland Ministries
- Leroy Thompson Ever Increasing Word Ministries
- Oral Roberts Oral Roberts University
- Paul Scanlon Abundant Life Ministries
- Peter Youngren Celebrate Jesus International
- Ray McCauley Rhema Ministries
- Reinhard Bonnke Christ for All Nations
- Rod Parsley Breakthrough
- T. D. Jakes T. D. Jakes Ministries
- Jerry Savelle Jerry Savelle Ministries
- Keith Moore Keith Moore Ministries

### A hit szava tanítások kritikája
- Faith, Wealth, & Possessions Archiválva 2011. május 14-i dátummal a Wayback Machine-ben by Charles Martin
- Articles on the Word-Faith "Prosperity Gospel" movement
- The WOF Movement Some Facets of The Word of Faith Movement
- Christian Apologetics Website Critical of Word of Faith Doctrine
- Examination of What the Word of Faith Really Teaches
- Heresies of the Word-Faith Movement
- Freedom From the Faith Movement Archiválva 2006. október 12-i dátummal a Wayback Machine-ben by Jeff Beard
- Understanding Word-Faith Teaching by Rob Bowman

### A Word of Faith-mozgalom nemzetközi magazinjai
Az itt következő két periodikumot (mindkettő angol nyelvű) Magyarországon is terjesztik, mindkettő ingyenes.
- The Believer's Voice of Victory, a Kenneth Copeland Ministries adja ki
- The Word of Faith, a Kenneth Hagin Ministries adja ki

### A legjelentősebb nemzetközi karizmatikus tévécsatornák
- Church Channel
- GOD TV
- Loveworld
- TBN (Trinity Broadcasting Network)